# 17 травня
17 травня — 137-й день року (138-й у високосні роки) в григоріанському календарі. До кінця року залишається 228 днів.

## Свята і пам'ятні дні

### Міжнародні
- ООН: Всесвітній день телекомунікацій та інформаційного суспільства
- Всесвітній день боротьби з артеріальною гіпертонією.(2006)

### Національні
- Норвегія: День Конституції Норвегії
- Науру: День Конституції Науру

### Професійні
- День пульмонолога.

### Релігійні

#### Християнство
Католицька церква: День Святого Пасхаліса Байлона.
 Православна церква:
- Апостола Андроника і святої Юнії.
- Мучеників Солохона, Памфамира і Памфалона, воїнів.
- Святителя Стефана, патріарха Константинопольського.

### Іменини
- Православні — Стефан[1]

## Події
- 1718 — британський юрист Джеймс Пакл запатентував перший у світі кулемет.
- 1792 — на Волл-стріт в Нью-Йорку 24 брокери уклали угоду («Платановий пакт»), яка поклала початок нью-йоркській біржі.
- 1861 — перше у світі туристичне бюро відправило в поїздку першу у світі туристичну групу (з Лондона в Париж).
- 1877 — у бостонському офісі встановлений перший у світі телефонний розподільний щит.
- 1883 — Прем'єра в США шоу «Дикий Захід Баффало Білла».
- 1887 — почався перший страйк шахтарів Донбасу.
- 1916 — у Великій Британії вперше у світі здійснений перехід на літній час.
- 1918 — у Сибіру повстав чехословацький корпус, початок громадянської війни в Росії.
- 1919 — оголошена націоналізація церковного і монастирського майна в Росії.
- 1919 — Ухвалення ВЦВК Ухвали «Про табори примусових робіт». Створення в Росії двох видів таборів: звичайних і особливих, для найбільш небезпечних ворогів радянської влади.
- 1928 — Муссоліні створив в Італії Службу доріг для будівництва перших у світі швидкісних автострад.
- 1934 — в Аргентині вийшов перший номер української газети «Наш клич».
- 1942 — Початок наступу німецьких військ під Харковом.
- 1948 — СРСР офіційно визнав Ізраїль.
- 1973 — у Білому домі почалися слухання з Вотергейтського скандалу.
- 1978 — швейцарська поліція в Лозанні знайшла останки Чарлі Чапліна, викрадені з могили за 11 тижнів до цього.
- 1985 — початок антиалкогольної компанії в СРСР.
- 1999 — в Криму встановлено погруддя правозахисника, радянського дисидента Петра Григоренка[2].
- 2000 — у Копенгагені у фіналі Кубка УЄФА турецький «Галатасарай» після нульової нічиї в основний і додатковий час обіграв лондонський «Арсенал» по пенальті 4:1. Вперше в історії один із призів європейського футболу дістався представникам Туреччини.
- 2013 — в Сімферополі відбулася прем’єра кримськотатарського художнього фільму «Хайтарма» («Повернення»)[2].
- 2015 — в Херсоні вперше на материковій частині Україні заклали Алею пам’яті жертв геноциду кримськотатарського народу 1944 р.[2].

## Народились
Дивись також Категорія:Народились 17 травня
- 1490 — Альбрехт, перший прусський герцог.
- 1836 — Джозеф Норман Лок'єр, британський астрофізик.
- 1873 — Анрі Барбюс, французький письменник, драматург.
- 1897 — Одд Гассель, норвезький хімік.
- 1904 — Жан Габен, французький актор.
- 1904 —  Мемет Абібуллаєв, музикант, кларнетист[2].
- 1929 — Борис Шарварко, режисер, народний артист України.
- 1948 — Білл Бруфорд, англійський композитор.
- 1950 — Валерія Новодворська, російський політик, публіцист.
- 1955 — Дебра Вінгер, актриса.
- 1961 — Енія, ірландська співачка.
- 1981 — Микола Цюрик, солдат Збройних сил України, відзначився у ході російського вторгнення в Україну. Герой України.

## Померли
Дивись також Категорія:Померли 17 травня
- 1510 — Сандро Боттічеллі, італійський живописець, представник флорентійської школи.
- 1587 — Готтгард фон Кеттлер, герцог Курляндський і Семигальський.
- 1765 — Алексі Клод Клеро, французький математик, геодезист і астроном.
- 1954 — Микола Твердохліб «Грім», український військовий діяч, полковник УПА, командир ВО-4 «Говерла», референт СБ Карпатського краю, загинув у криївці.
- 1967 — Петер Палоташ (Потелецький), угорський футболіст, олімпійський чемпіон Гельсінкі.
- 2007 — Петро Балабуєв, український авіаконструктор.
- 2009 — Ігор Дмитренко, український фізик у галузі надпровідності та низькотемпературного матеріалознавства, академік.
- 2017 — Кріс Корнелл, американський гітарист, композитор і вокаліст. Фронтмен групи «Soundgarden», також був вокалістом групи «Audioslave».
- 2022 — Вангеліс, грецький композитор і аранжувальник електронної музики